# Lia Wisi
Olimbia (Lia) Wisi, gr. Λία Βίσση (ur. 15 maja 1955 w Larnace) – cypryjska piosenkarka (Greczynka cypryjska), wykonawczyni muzyki jazzowej. Siostra wokalistki Any Wisi.

## Życiorys
Lia Wisi ukończyła konserwatorium greckie w Atenach, następnie w tej szkole zaczęła uczyć gry na fortepianie. Zajęła się także indywidualną karierą muzyczną jako autorka tekstów, wokalistka i producentka. Wydała kilka własnych płyt, pisze też muzykę do produkcji telewizyjnych i sztuk teatralnych.
Trzykrotnie brała udział w Konkursie Piosenki Eurowizji. W 1979 i 1980 była w zespołach towarzyszących reprezentującym Grecję wokalistom – odpowiednio Elpidzie i Anie Wisi. W 1985 została oficjalną reprezentantką Cypru w tym konkursie. Zaśpiewała piosenkę „To katalawa arga”, zajmując 16. miejsce wśród 19 krajowych przedstawicieli.
W wyborach w 2006 Lia Wisi kandydowała bez powodzenia do Izby Reprezentantów w Larnace z ramienia Zgromadzenia Demokratycznego.